# 2010年亞洲運動會棋類比賽
2010年亞洲運動會棋類比賽於11月13日至26日在广州棋院舉行，設有国际象棋、围棋和象棋三个分项，共產生9枚金牌。

## 国际象棋
2010年亞洲運動會國際象棋比賽设4个小项：男子个人、女子个人、男子团体、女子团体
獎牌統計
| 排名 | 国家／地区    | 金牌 | 银牌 | 铜牌 | 總數 |
| ---- | ------------- | ---- | ---- | ---- | ---- |
| 1    | 中国（CHN）   | 3    | 1    | 1    | 5    |
| 2    | （UZB）       | 1    | 1    | 0    | 2    |
| 3    | 越南（VIE）   | 0    | 1    | 1    | 2    |
| 4    | 菲律宾（PHI） | 0    | 1    | 0    | 1    |
| 5    | 印度（IND）   | 0    | 0    | 2    | 2    |
| 總計 | 總計          | 4    | 4    | 4    | 12   |

各項成績
| 項目       | 金牌                                               | 银牌                                                                                         | 铜牌 |
| 男子個人賽 | 鲁斯塔姆·卡西姆贾诺夫（）                          | 黎光廉（越南）                                                                               | 卜祥志（中国） |
| 男子團體賽 | 中国（CHN） · 王玥 · 王皓 · 卜祥志 · 周健超 · 倪华 | 菲律宾（PHI） · 韦斯利·苏 · 小罗赫略·安东尼奥 · 约翰·保罗·戈麦斯 · 达尔文·莱洛 · 欧赫内·托雷 | 印度（IND） · 哈里克里希纳·彭塔拉 · 萨希基兰·克里希南 · 苏里亚·谢卡尔·加努利 · 戈帕尔·吉塔·纳拉亚南 · 阿迪班·巴斯卡兰 |
| 女子個人賽 | 侯逸凡（中国）                                     | 赵雪（中国）                                                                                 | 哈里卡·德罗纳瓦利（印度）                                                                                             |
| 女子團體賽 | 中国（CHN） · 侯逸凡 · 居文君 · 赵雪 · 黄茜 · 王瑜 | （UZB） · 纳菲莎·穆米诺娃 · 奥莉加·萨比罗娃 · 尤尔杜兹·哈姆拉库洛娃 · 娜迪拉·纳迪尔贾诺娃    | 越南（VIE） · 黄氏宝簪 · 范丽滔源 · 阮氏青恩 · 阮氏梅兴 · 阮氏祥云                                                    |

## 围棋
2010年亞洲運動會圍棋比賽将于11月20日至26日在广州棋院举行，共設三個項目：男子團體，女子團體和混合雙人。
獎牌統計
| 排名 | 国家／地区      | 金牌 | 银牌 | 铜牌 | 總數 |
| ---- | --------------- | ---- | ---- | ---- | ---- |
| 1    | 韩国（KOR）     | 3    | 0    | 1    | 4    |
| 2    | 中国（CHN）     | 0    | 3    | 0    | 3    |
| 3    | 日本（JPN）     | 0    | 0    | 1    | 1    |
| 3    | 中华台北（TPE） | 0    | 0    | 1    | 1    |
| 總計 | 總計            | 3    | 3    | 3    | 9    |

各項成績
| 項目           | 金牌                                                              | 银牌                                                    | 铜牌                                                                          |
| 男女混合雙人賽 | 韩国（KOR） · 朴廷桓 · 李瑟娥                                     | 中国（CHN） · 谢赫 · 宋容慧                             | 韩国（KOR） · 崔哲瀚 · 金仑映                                                 |
| 男子團體賽     | 韩国（KOR） · 李昌镐 · 姜東潤 · 李世乭 · 赵汉乘 · 朴廷桓 · 崔哲瀚 | 中国（CHN） · 常昊 · 古力 · 刘星 · 孔杰 · 谢赫 · 周睿羊 | 日本（JPN） · 山下敬吾 · 井山裕太 · 高尾绅路 · 結城聰 · 山田規三生 · 秋山次郎 |
| 女子團體賽     | 韩国（KOR） · 李玟真 · 金仑映 · 赵惠连 · 李瑟娥                   | 中国（CHN） · 王晨星 · 芮迺伟 · 宋容慧 · 唐奕           | 中华台北（TPE） · 謝依旻 · 黑嘉嘉 · 張正平 · 王景怡                           |

## 象棋
2010年亞洲運動會象棋比賽设2个小项：男子个人、女子个人。
獎牌統計
| 排名 | 国家／地区      | 金牌 | 银牌 | 铜牌 | 總數 |
| ---- | --------------- | ---- | ---- | ---- | ---- |
| 1    | 中国（CHN）     | 2    | 1    | 1    | 4    |
| 2    | 越南（VIE）     | 0    | 1    | 0    | 1    |
| 3    | 中华台北（TPE） | 0    | 0    | 1    | 1    |
| 總計 | 總計            | 2    | 2    | 2    | 6    |

各項成績
| 項目       | 金牌         | 银牌           | 铜牌               |
| 男子個人賽 | 洪智（中国） | 阮成保（越南） | 吕钦（中国）       |
| 女子個人賽 | 唐丹（中国） | 王琳娜（中国） | 高懿屏（中华台北） |